# Policy Exchange
Policy Exchange ist eine britische Denkfabrik (Think Tank) mit Sitz in London, die der Conservative Party nahesteht. Vorsitzender ist der Journalist Charles Moore.

## Geschichte
Gegründet wurde Policy Exchange im Jahr 2002 von Nicholas Boles, bis heute Direktor von Policy Exchange, und dem Kolumnisten der Times Michael Gove, der heute als Abgeordneter von Surrey Heath für die britische Conservative Party im Unterhaus sitzt.
In der kurzen Zeit seines Bestehens konnte Policy Exchange bei den vom Politmagazin Prospect ausgerichteten „Think Tank of the Year Awards“ mehrere Preise gewinnen: 2004 als Newcomer-Think Thank („the one to watch“), 2005 für die von Alan W. Evans und Oliver Marc Hartwich verfasste Streitschrift Unaffordable Housing – Fables and Myths und 2006 den Preis als Think Tank des Jahres.

## Ausrichtung
Policy Exchange steht der Conservative Party um den Ende 2005 gewählten Parteichef David Cameron nahe. David Cameron selbst begann seine Bewerbung für den Parteivorsitz der Konservativen mit zwei Reden bei Policy Exchange. Zwischen Policy Exchange und den britischen Konservativen bestehen eine Reihe persönlicher Beziehungen. Neben dem bereits erwähnten Michael Gove sind auch andere Mitarbeiter und ehemalige Mitarbeiter von Policy Exchange für die Konservativen tätig geworden. Nicholas Boles scheiterte knapp mit seiner Kandidatur für den Wahlkreis von Brighton & Hove bei der Parlamentswahl 2005. Charlotte Leslie war bis Ende 2005 Research Fellow bei Policy Exchange und wurde im November 2006 als Kandidatin für den Wahlkreis Bristol North West bestimmt. Jesse Norman ist Senior Research Fellow bei Policy Exchange und Kandidat für einen Wahlkreis bei der nächsten Unterhauswahl. Roger Gough ist gleichzeitig Research Director bei Policy Exchange und Ratsmitglied im County Council von Kent.
Politisch steht Policy Exchange für eine Mischung aus dem Konzept eines „Compassionate Conservatism“ in der Innenpolitik (so der Titel einer Publikation des Instituts) und Elementen des Neokonservatismus in der Außenpolitik.

## Publikationen
Die Policy Exchange-Publikationen werden vor allem von externen Autoren geschrieben, zu denen bspw. der Dozent der London School of Economics Tony Travers, der Herausgeber des Magazins New Statesman Martin Bright, der Publizist Simon Jenkins und die deutschen Journalisten Dirk Maxeiner und Michael Miersch gehören. Umgekehrt sind auch Mitarbeiter von Policy Exchange publizistisch tätig geworden: Chairman Charles Moore ist der offizielle Biograph von Margaret Thatcher, Research Director Dean Godson hat die autorisierte Biographie von David Trimble verfasst und der Leiter der wirtschaftspolitischen Abteilung von Policy Exchange, Oliver Marc Hartwich, ist Kolumnist des Wirtschaftsmagazins Capital.